# Kirkioestrus blanchardi
Kirkioestrus blanchardi är en tvåvingeart som först beskrevs av Gedoelst 1914.  Kirkioestrus blanchardi ingår i släktet Kirkioestrus och familjen styngflugor.
Artens utbredningsområde är Moçambique. Inga underarter finns listade i Catalogue of Life.